# انتقال زبانی
انتقال زبانی به انتقال مطالب آموخته‌شده در زبان اول یا زبان مادری به زبان دوم گفته می‌شود. اگر این انتقال به یادگیری زبان دوم کمک کند، «انتقال مثبت» و اگر جلوی یادگیری را بگیرد، «انتقال منفی» یا «تداخل» است.

## مسائل آموزشی و روان‌شناختی
آدمی هر مسئلة جدید را با استفاده از یک سری ساختارهای شناختی که از قبل در ذهن وجود دارد و نیز از طریق درون‌بینی، تفکر منطقی و اشکال مختلف آزمایش فرضیه بررسی می‌کند و از هر گونه ساختار شناختی و تجربة قبلی برای دستیابی به راه‌حل بهره می‌گیرد. در متون مربوط به فرایندهای یادگیری زبان، معمولاً سه اصطلاح تشریح می‌شود: انتقال(transfer)، تداخل (interference) و تعمیم بیش از حد (overgeneralization). این سه اصطلاح معمولاً به اشتباه به صورت فرایندهای مجزا و متفاوت بیان می‌شود؛ اما آنها در واقع چند نمود یا مصداق یک اصل یادگیری هستند: تعامل یا «کنش و واکنش» (interaction) مطالب قبلاً آموخته شده با یادگیری کنونی. ارگانیسم بدن انسان و به طور کلی تمام موجودات زنده، از بدو تولد، با جمع‌آوری تجارب و ذخیرة جوانب مختلف این تجارب در حافظه، یک ساختار شناختی به وجود می‌آورد. اجازه دهید این اصطلاحات رایج را در دو صورت دوگانه بحث کنیم.
انتقال، اصطلاحی عمومی است بدین معنی که کارکرد یا شناخت قبلی به یادگیری بعدی ربط داده می‌شود یا انتقال می‌یابد. انتقال مثبت هنگامی رخ می‌دهد که شناخت قبلی، کار یادگیری را تسهیل کند- یعنی وقتی که مطلب قبلی به شکل مناسب و صحیح به مطلب مورد نظر کنونی انتقال می‌یابد. انتقال منفی نیز هنگامی اتفاق می‌افتد که کارکرد یا شناخت قبلی از شناخت مسئلة بعدی جلوگیری می‌کند. این انتقال منفی را می‌توان تداخل نامید که در آن، مطالب قبلاً آموخته شده در مطلب بعدی تداخل می‌کند یعنی مطلب قبلی به شکل صحیح و مناسب به یادگیری کنونی انتقال نیافته است.
در تدریس زبان دوم، همواره بر نقش تداخل یعنی تداخل تأثیرات زبان مادری در زبان دوم تأکید می‌شود. البته این تأکید فراوان، چندان تعجب‌آور هم نیست، چرا که قطعاً محسوس‌ترین منبع خطا در میان زبان‌آموزان که در همان وهلة اول به چشم می‌خورد، همین تداخل زبان مادری است. برجستگی مسئلة تداخل به حدی است که برخی پژوهشگران، یادگیری زبان دوم را اصولاً غلبه بر تأثیرات زبان مادری دانسته‌اند. با توجه به تئوری یادگیری، بدیهی است فرد از هر گونه تجربة زبانی قبلی برای تسهیل فرایند یادگیری زبان دوم استفاده می‌کند. گاهی اوقات زبان مادری به شکل منفی انتقال می‌یابد و می‌گوییم تداخل رخ داده است. به عنوان مثال، یک فرانسوی‌زبان ممکن است به انگلیسی چنین بگوید: “I am in New York since January”. این جمله، انتقالِ کاملاً منطقیِ جملة فرانسوی مشابه یعنی “Je suis a New York depuis janvier” است. در این مورد، به دلیل انتقال منفیِ شکل فرانسویِ فعل به انگلیسی، نظام زبانی فرانسه در بیان جملة صحیح انگلیسی تداخل کرده است.
با این حال، یادآوری این نکته بسیار مهم است که زبان مادری زبان‌آموز، اغلب به شکل مثبت انتقال می‌یابد و زبان‌آموز از تأثیرات تسهیل کنندة زبان اول سود می‌برد. به عنوان مثال، در همین جملة فوق، همخوانی یک به یک ترتیب کلمات، ضمیر شخصی و حرف اضافه به شکل مثبت از زبان فرانسه به انگلیسی انتقال یافته است. اغلب به دلیل گرایش شدید نسبت به تحلیل خطا در یادگیری زبان دوم و تأکید بیش از حد بر تأثیرات تداخلی زبان اول، تأثیرات مثبت و تسهیل کنندة زبان مادری به اشتباه نادیده گرفته می‌شود.
در نوشتار مربوط به یادگیری زبان دوم، اغلب همراه تداخل، به اصطلاح «تعمیمِ بیش از حد» نیز اشاره می‌شود که در واقع زیرمجموعة تعمیم است. تعمیم، راهبردی بسیار مهم و فراگیر در یادگیری انسان است. تعمیم دادن معمولاً به معنی استنباط یک قانون، قاعده یا نتیجه از مشاهدة موارد مشابه است. اصل تعمیم را می‌توان با استفاده از مفهوم یادگیری هدفمند بر اساس نظر اوسوبل شرح داد. یادگیری هدفمند در واقع همان تعمیم است: مطالب به منظور یادسپاری معنادار و هدفمند، در مقوله‌های وسیع‌تر گنجانده می‌شوند (تعمیم می‌یابند). بخش عمدة فرایند یادگیری انسان شامل تعمیم است. یادگیری مفاهیم در همان اوان کودکی نیز یک فرایند تعمیم است. کودکی که با انواع مختلف حیوانات آشنا شده است، به تدریج مفهومی تعمیم یافته از «حیوان» در ذهنش نقش می‌بندد. با این حال، همین کودک در مراحل اولیة تعمیم، ممکن است به دلیل آشنایی قبلی با سگ، وقتی اسب را برای اولین بار می‌بیند، مفهوم «سگ» را تعمیم دهد و اسب را سگ بنامد. همچنین تا وقتی که ویژگی‌های مقولة وسیع‌تر «حیوان» آموخته نشود، ممکن است چند حیوان دیگر هم در مقولة «سگ» گنجانده شوند.
در یادگیری زبان دوم، «تعمیم بیش از حد» به فرایندی گفته می‌شود که هنگام تعامل زبان‌آموز با زبان دوم اتفاق می‌افتد، یعنی وقتی که یک قاعده یا مطلب خاص- بدون در نظر گرفتن زبان مادری- با زیر پا گذاشتن محدودیتِ قواعد زبانی، به تمام زبان دوم تعمیم می‌یابد. گاهی کودکانی مشاهده می‌شوند که در مرحلة خاصی از یادگیری زبان انگلیسی به عنوان زبان مادری خود، پسوند زمان گذشتة افعال باقاعده (walked، opened) را به تمام افعال تعمیم می‌دهند (goed، flied)؛ تا اینکه می‌فهمند گروهی از افعال، «بی‌قاعده» هستند و “ed” نمی‌گیرند. زبان‌آموزان، در مراحل اولیه و پس از آشنایی اندک با زبان دوم، چنین تعمیمی را در زبان دوم انجام می‌دهند. نمونه‌های رایج در یادگیری زبان انگلیسی به عنوان زبان دوم، عبارتند از افزودن ed به افعال بی‌قاعده و عباراتی مانند “John doesn’t can study” (چون برای منفی کردن جمله، باید فعل کمکی do را قبل از فعل اصلی به کار برد) یا “He told me when should I get off the train” (در بیان غیرمستقیم باید ترتیب عادی کلمات را پس از کلمة پرسشی به کار برد نه ترتیب پرسشی). نمونة تعمیم بیش از حد در زبان فارسی هنگامی است که کودک عبارتی مانند «هوا گرمه، پزیدم!» را به زبان می‌آورد، در حالی که «پختن» در واقع یک فعل بی‌قاعده است. زبان‌آموز که نمی‌داند این قواعد دارای استثناها و محدودیت‌های خاص هستند، آنها را بیش از حد تعمیم می‌دهد. آموزندگان زبان انگلیسی تقریباً در تمام نقاط جهان و صرفنظر از پس‌زمینة زبان مادری خود، این تعمیم بیش از حد را انجام می‌دهند.
انتقال به دو دستة انتقال مثبت و انتقال منفی تقسیم می‌شود. انتقال منفی به نوبة خود شامل دو مقولة تعمیم بیش از حد و تداخل است. تعمیم بیش از حد در یک زبان رخ می‌دهد، یعنی قواعد یک زبان به تمام آن زبان تعمیم می‌یابد. تداخل نیز بین دو زبان رخ می‌دهد، یعنی قواعد یک زبان به زبان دیگر تعمیم می‌یابد.
بسیاری از افراد معتقدند که تنها دو فرایند یادگیری زبان دوم وجود دارد: تداخل و تعمیم بیش از حد. مسلماً این نظر اشتباه است. اولاً، «تداخل و تعمیم بیش از حد»، دو مفهوم متضادِ فرایندهای تسهیل کنندة «انتقال و تعمیم» هستند. ثانیاً، اگرچه آنها در واقع بخشی از فرایندهای تقریباً متفاوت هستند، اما مؤلفه‌هایی اساسی و وابسته به هم در تمام انواع یادگیری انسان هستند و هنگامی که در یادگیری زبان دوم پدیدار می‌شوند، نمونه‌ای از اصول عمومی روانشناسی هستند. تداخل زبان اول در زبان دوم اصولاً شکلی از تعمیم است که در آن تجارب زبان اول در نظر گرفته می‌شود و به طور نادرست در زبان دوم به کار می‌رود. تعمیم بیش از حد، کاربرد نادرست (یا انتقال منفی) مطالب آموخته شدة زبان دوم در بافت همان زبان است. تعمیم به طور کلی شامل انتقال است و انتقال نیز عموماً تعمیم را دربردارد.